# Johnny Davis
Jonathan "Johnny" Christian Davis (La Crosse, 27 de fevereiro de 2002) é um jogador norte-americano de basquete profissional que atualmente joga no Washington Wizards da National Basketball Association (NBA).
Ele jogou basquete universitário pela Universidade de Wisconsin e foi escolhido pelos Wizards como a décima escolha geral no draft da NBA de 2022.

## Carreira no ensino médio
Davis jogou basquete na La Crosse Central High School em La Crosse, Wisconsin. Ele ganhou o título estadual como calouro. Em sua terceira temporada, Davis teve médias de 23 pontos e nove rebotes e ganhou o Prêmio de Jogador do Ano pelo La Crosse Tribune. Em sua última temporada, ele teve médias de 27,4 pontos e 9,2 rebotes, foi novamente o Jogador do Ano e também foi nomeado Mr. Basketball de Wisconsin.
Davis terminou a sua carreira no ensino médio como o maior artilheiro de todos os tempos de sua escola com 2.158 pontos. Ele se comprometeu a jogar basquete universitário na Universidade de Wisconsin e rejeitou as ofertas de Marquette, Iowa e Minnesota, entre outros.
Davis também jogou futebol americano pelo La Crosse Central como quarterback. Em sua última temporada, ele ganhou o Prêmio Dave Krieg como o quarterback sênior de maior destaque em Wisconsin.

## Carreira universitária
Em 2 de fevereiro de 2021, Davis marcou 17 pontos, o recorde da temporada de calouro, em uma vitória por 72-56 sobre Penn State. Como calouro, ele foi reserva e teve médias de sete pontos e 4,1 rebotes, liderando seu time com 34 roubos de bola.
Em 23 de novembro de 2021, Davis marcou 30 pontos em uma vitória por 65-63 sobre Houston. Em 3 de janeiro de 2022, ele registrou 37 pontos, o recorde de sua carreira, e 14 rebotes em uma derrota por 74-69 sobre Purdue. Em seu segundo ano, ele teve médias de 19,7 pontos e 8,2 rebotes e foi eleito o Jogador do Ano da Big Ten. Em 31 de março de 2022, Davis se declarou para o draft da NBA de 2022, abrindo mão de sua elegibilidade universitária restante.

## Carreira profissional

### Washington Wizards (2022–Presente)
Davis foi selecionado pelo Washington Wizards como a décima escolha geral no draft da NBA de 2022. Em 1 de julho de 2022, Davis assinou um contrato de 4 anos e US$ 21,9 milhões com os Wizards.

## Carreira na seleção
Davis representou os Estados Unidos na Copa do Mundo Sub-19 de 2021 na Letônia. Ele teve médias de 4,1 pontos e ajudou seu time a conquistar a medalha de ouro.

## Estatísticas da carreira

### NBA

#### Temporada regular
| Ano      | Equipe     | PJ | PT | MPJ  | AP   | 3P   | LL   | RT  | AS  | BR | TO | PPJ |
| -------- | ---------- | -- | -- | ---- | ---- | ---- | ---- | --- | --- | -- | -- | --- |
| 2022–23  | Washington | 28 | 5  | 15.1 | .386 | .243 | .519 | 2.3 | 1.0 | .4 | .3 | 5.8 |
| 2023–24  | Washington | 50 | 6  | 12.3 | .403 | .350 | .583 | 1.4 | .6  | .4 | .2 | 3.0 |
| Carreira | Carreira   | 78 | 11 | 13.7 | .394 | .296 | .550 | 1.8 | .8  | .4 | .2 | 4.4 |

### Universitário
| Ano      | Equipe    | PJ | PT | MPJ  | AP   | 3P   | LL   | RT  | AS  | BR  | TO | PPJ  |
| -------- | --------- | -- | -- | ---- | ---- | ---- | ---- | --- | --- | --- | -- | ---- |
| 2020–21  | Wisconsin | 31 | 0  | 24.3 | .441 | .389 | .727 | 4.1 | 1.1 | 1.1 | .6 | 7.0  |
| 2021–22  | Wisconsin | 31 | 31 | 34.2 | .427 | .306 | .791 | 8.2 | 2.1 | 1.2 | .7 | 19.7 |
| Carreira | Carreira  | 62 | 31 | 29.2 | .434 | .347 | .759 | 6.1 | 1.6 | 1.1 | .6 | 13.3 |

## Vida pessoal
O pai de Davis, Mark, jogou basquete profissional por 13 temporadas, incluindo passagens pela NBA, após uma carreira universitária no Old Dominion. Seu irmão gêmeo, Jordan, joga basquete universitário em Wisconsin e foi seu companheiro de time no basquete e no futebol americano no colégio. Antes do draft, Davis apareceu em um comercial da Taco Bell. Em 22 de setembro de 2022, Davis anunciou o nascimento de sua filha, Sky, com a sua namorada Jessica Bruchs no Instagram.